# Jararaca-malha-de-sapo
Bothrops leucurus ou Jararaca-Malha-de-sapo é uma espécie de serpente da família Viperidae. Endêmica do Brasil, pode ser encontrada nos estados de Maranhão, Ceará, Pernambuco, Alagoas, Sergipe, Bahia, Minas Gerais e Espírito Santo.
É a serpente peçonhenta mais comum da Mata Atlântica do Nordeste do Brasil. Atinge 1,2 m de comprimento em média, mas há registros de até 1,5 m. O desmatamento tem favorecido sua expansão territorial.
Também são espécies típicas de climas áridos, semi-áridos e (h)úmidos.

## Reprodução
O período reprodutivo das Jararaca-Malha-de-Sapo ocorre, normalmente, nos períodos de outono e inverno e o nascimento das novas espécies, no verão e primavera. Na natureza, quando dois machos "competem" por uma fêmea, fazem um tipo de "dança/combate". Após isso, o macho que saiu vitorioso nessa dança começa a se comportar de maneira a atrair a fêmea como o "mouting" que é a ondulação do dorso, o "Chin rub" que é o deslizamento da cabeça do macho sob o corpo da fêmea, e finalmente, para a cópula, o macho faz o movimento de "tail whip" que é o movimento rápido da sua cauda sobre a cauda da fêmea e o "tail raise" que ocorre quando a fêmea aceita o macho e ergue sua cauda em direção a este.
A gestação das Bothrops Leucurus dura 147 dias. É uma gestação vivípara, ou seja, as cobras depositam ovos. O nascimento ocorre, preferencialmente, no verão e primavera e nascem, em média, 12 novos seres

## Dieta
A jararaca-malha-de-sapo tem hábito alimentar variado, consome de pequenos mamíferos até anuros, lagartos, serpentes e aves. O que difere tais hábitos são: sexo e idade da serpente.
As fêmeas consomem mais animais endotérmicos do que os machos, pois a carga energética que os animais oferecem é maior.
As serpentes mais novas costumam se alimentar de anuros e lagartos (seres ectotérmicos), já as serpentes mais maduras consomem pequenos mamíferos e até aves (seres endotérmicos). Uma característica que ajuda as serpentes mais novas a atrair seus alimentos é sua cauda. As serpentes mais novas possuem uma cauda mais clara que o resto do seu corpo, tal característica atrai os anuros e lagartos. Essa coloração caudar desaparece de acordo com o envelhecimento do animal.

## Veneno
O veneno das Bothrops Leucurus é uma combinação de Fosfolipase A2, miotoxinas, metaloproteinases hemorrágicas.
Esse veneno pode causar hemorragia, lesões, necrose do membro afetado. Algumas pesquisas mostram que o veneno da Jararaca-Malha-de-Sapo pode causar alterações na coagulação do sangue, funcionamento dos rins e do coração.
Essas serpentes possuem dentes inoculadores e uma fosseta loreal (uma abertura entre o olho e a narina que é um órgão termorreceptor). Há diferença entre a peçonha de cobras filhotes e adultas, as jovens são predominantemente coaguladoras, já as adultas possuem uma ação proleolítica maior do que a ação coagulante.
As picadas de cobras ocorrem normalmente em braços e pernas e, em caso de picada, é importante que lave bem o local com água e sabão, manter o local da picada levantado e estendido em posição confortável, não utilizar substâncias como urina, vinagre ou café na lesão, visto que pode gerar uma infecção e piorar a situação e, claro, ir para o hospital mais próximo para que o soro antiofídico seja injetado.

## Relação com os humanos
Os ataques da Jararaca-Malha-de-Sapo representam 90% do total de ataques de cobras a humanos no Brasil.
Por ser uma cobra de ampla distribuição geográfica e por causar muitos acidentes o seu estudo é de grande interesse médico para o desenvolvimento e produção de soros.

## Etimologia
Na língua indígena tupi, iararaká significa "que envenena a quem agarra".

## Características
A jararaca-malha-de-sapo possui duas fossetas loreais que funcionam como um termorreceptor. Essas fossetas se localizam entre os olhos e a narina. Sua arcada dentária é formada por um par de dentes anteriores modificados em presas inoculadoras de venenos, grandes, móveis, totalmente canaliculadas e recobertas por uma bainha protetora. Sua cabeça é triangular, com escamas pequenas e irregulares no topo e a cauda possui escamas lisas sem muitas modificações em seu padrão. Possui uma coloração geral marrom e cinza. Essa cor modifica de acordo com a idade da cobra, possui manchas negras e um "V" invertido, possui uma faixa ocular definida e o ventre axadrezado com cores amareladas e cinza. Uma diferença dessas cobras está na presença de uma escama lacunolabial (a segunda escama supralabial fundida com a escama prelacunal), escamas supralabiais com manchas negras, cerca de 225 escamas ventrais e mais do que 6 escamas intersupraoculares.
São seres de hábito noturno e a maioria dos exemplares vive na Mata Atlântica, sendo as mais jovens encontradas próximas a rios, e as adultas nas serras. Tal ocorre por causa da disponibilidade de presas que muda de acordo com a idade da cobra.
O tempo de vida estimado destas cobras em ambiente natural e preservado é de 10 anos.

## Comportamento
A Jararaca-Malha-de-Sapo é uma serpente Viperidae de hábitos terrestres e noturnos, é encontrada em campos, matas, cerrado, mato plantado, se alimenta de anuros e roedores, é ovivípara, seu período de maior atividade é de outubro a maio, meses mais quentes e (h)úmidos, e nos meses mais frios não são muito ativas, passando a maior parte do seu tempo abrigadas]] em tocas. Esses comportamentos ocorrem, principalmente, pela escassez de presas durante a época. A forma de locomoção é feita através da ondulação lateral, locomoção retilínea ou em acordeão. Alguns métodos de defesa são utilizados por essa cobra como a imobilidade, fuga, retração e bote, quando se sentem ameaçadas, eles costumam bater a cauda no solo, como sinal de alerta.